# Парейдолія

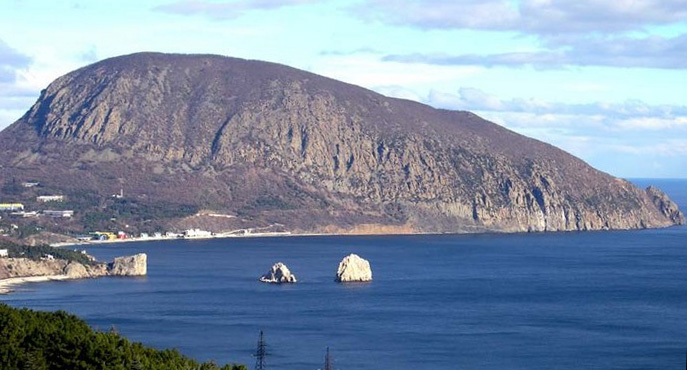
Велетенський ведмідь п'є з моря — гора Аюдаг (Крим, Україна)

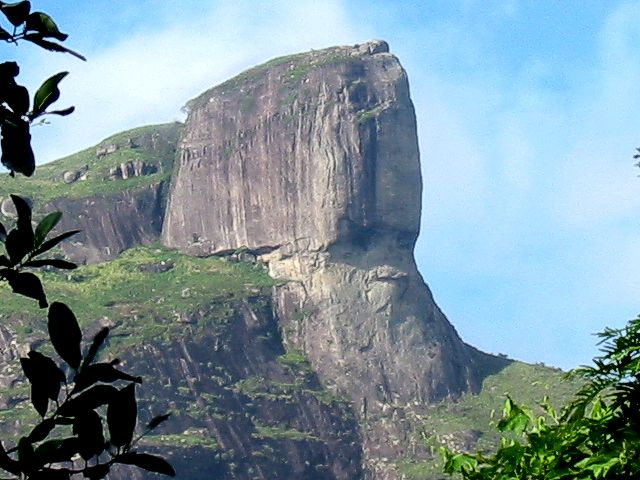
Загадкове обличчя в Педра-да-Гавеа в Ріо-де-Жанейро, Бразилія.

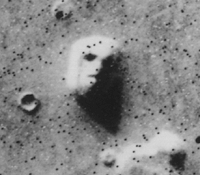
«Обличчя Марса» — один з найвідоміших прикладів парейдолії

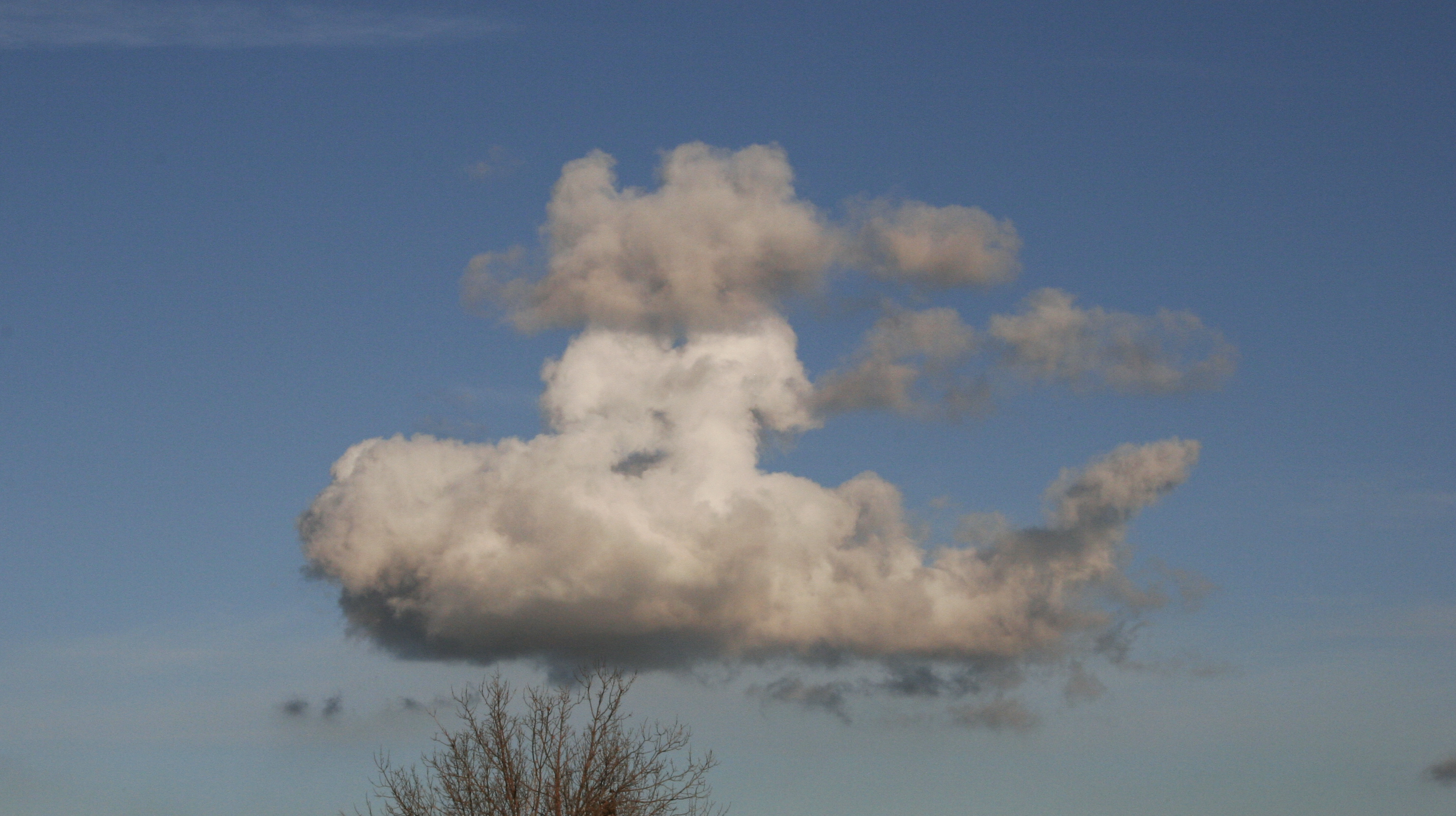
Кашалот або підводний човен

Парейдо́лія, парейдольна ілюзія (дав.-гр. παρά — «поруч», «близько», «відхилення від чого-небудь», εἴδωλον — «зображення») — хибне зорове чи слухове сприйняття реальних об'єктів як інших, подібних за загальними ознаками. Один із різновидів апофенії.

## Короткий опис
При парейдолії невиразний та незрозумілий зоровий чи слуховий образ сприймається як щось виразне та визначене. Наприклад, в формі хмар вбачаються постаті людей чи тварин, в геометричних фігурах — обличчя, в реверсованих аудіозаписах — «приховані повідомлення».
Хоча парейдолія є цілком банальним явищем, яке можуть спостерігати майже всі люди, дуже інтенсивні й часті парейдолії можуть бути симптомом ініціальних стадій гострих психозів. Якщо парейдолії втрачають характер об'єктивності, реальності для пацієнта і супроводжуються появою почуття їхньої штучності, ілюзорності, маревного тлумачення, то вони називаються псевдопарейдоліями.
З нейро-когнітивного погляду парейдолія розглядається в рамках нейрофізіології сприйняття. Щодо зорового сприйняття чи, наприклад, процесу читання можна сказати: «Людина радше вгадує, ніж бачить». Це так само стосується механізмів розпізнавання форм. Як приклад тут можна згадати дослідження щодо впізнання прототипних облич, проведене де Шоненом.

## Приклади
Буденними прикладами парейдолії можуть бути химерні обриси хмар, «обличчя» автомобілів, автобусів, фасадів будинків, химерно сформовані гілки чи стовбури дерев тощо.
- найвідоміша Кримська парейдолія — Ведмідь-гора (Аюдаг).
- 2004 року хлібний тост, на якому після підсмажування з'явився «портрет» Діви Марії, був проданий за 28 000 доларів[3]

### Феномени, що часто пояснюються як парейдолія
- Привиди
- НЛО
- Феномен електронного голосу[4]

## Інтерпретація
У монографії «Духовна енергія» (фр. L'Énergie spirituelle) Анрі Бергсон висловив гіпотезу про те, що парейдолія постає у вигляді природних фосфенів, які з'являються, коли заплющити очі, і з яких виробляються образи наших сновидінь.
На думку вчених, парейдолія може бути переконливим поясненням таких явищ, як сприйняття «аудіопослань» у звукозаписах, що прослуховуються задом наперед. 
З погляду наукового скептицизму, парейдолія пояснює численні випадки релігійних з'яв (наприклад, з'яви силуетів Діви Марії чи Ісуса Христа на зрізах дерев або плямах на стінах) та різних «паранормальних» явищ. Релігійні люди загалом більш схильні впізнавати живих істот у неживих об'єктах.

## Галерея

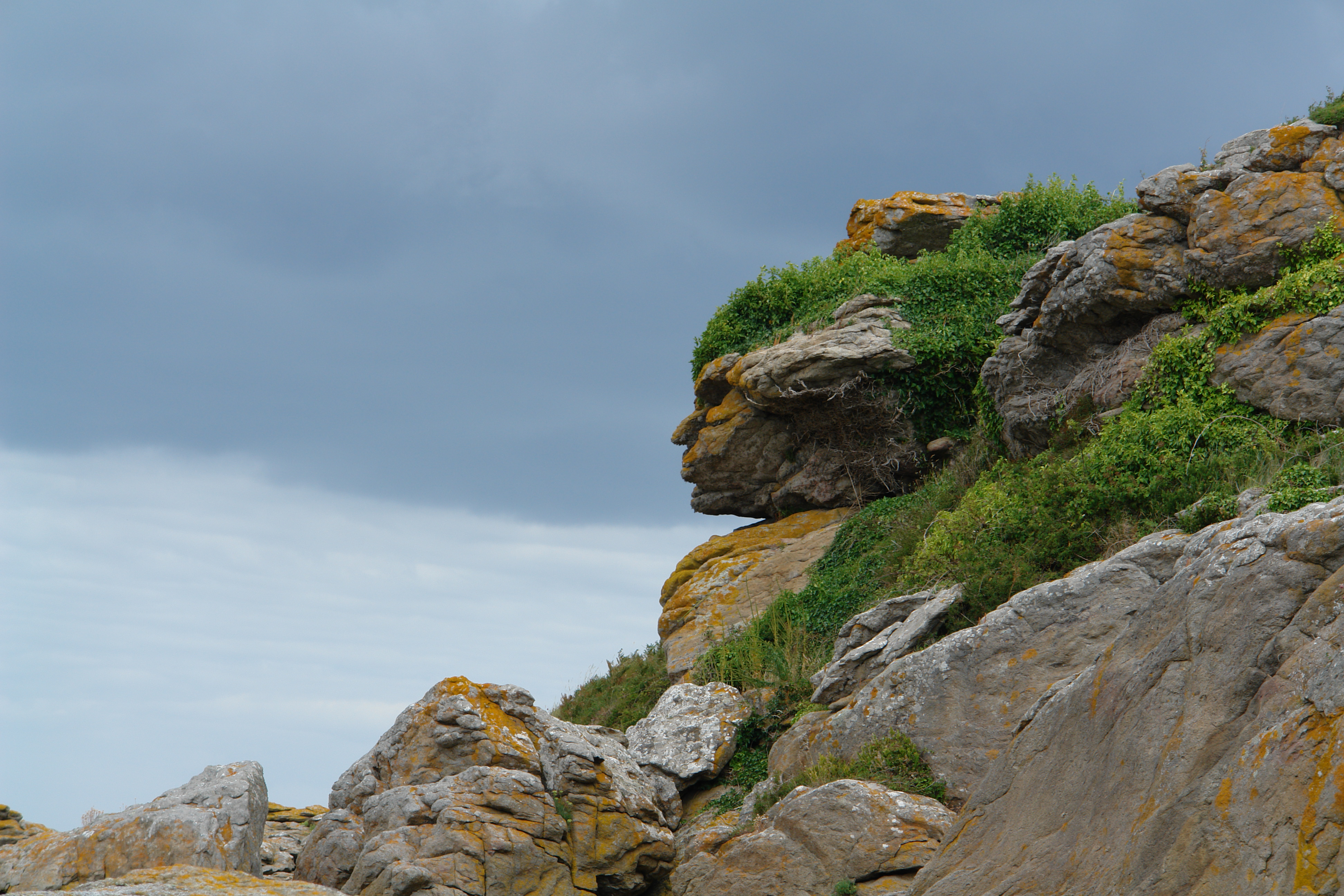
Голова індіанця у скелях
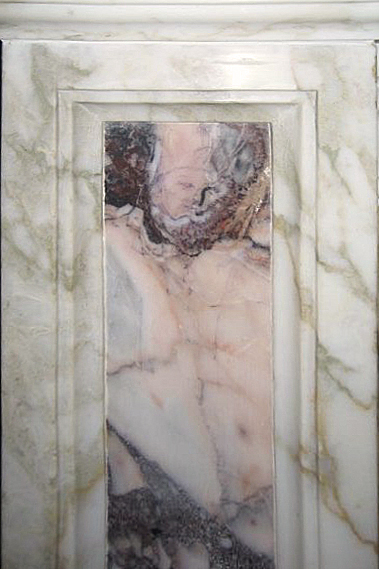
На одній з мармурових плит італійської церкви Богоматері в Нерето помітили природний «портрет» папи Івана Павла II
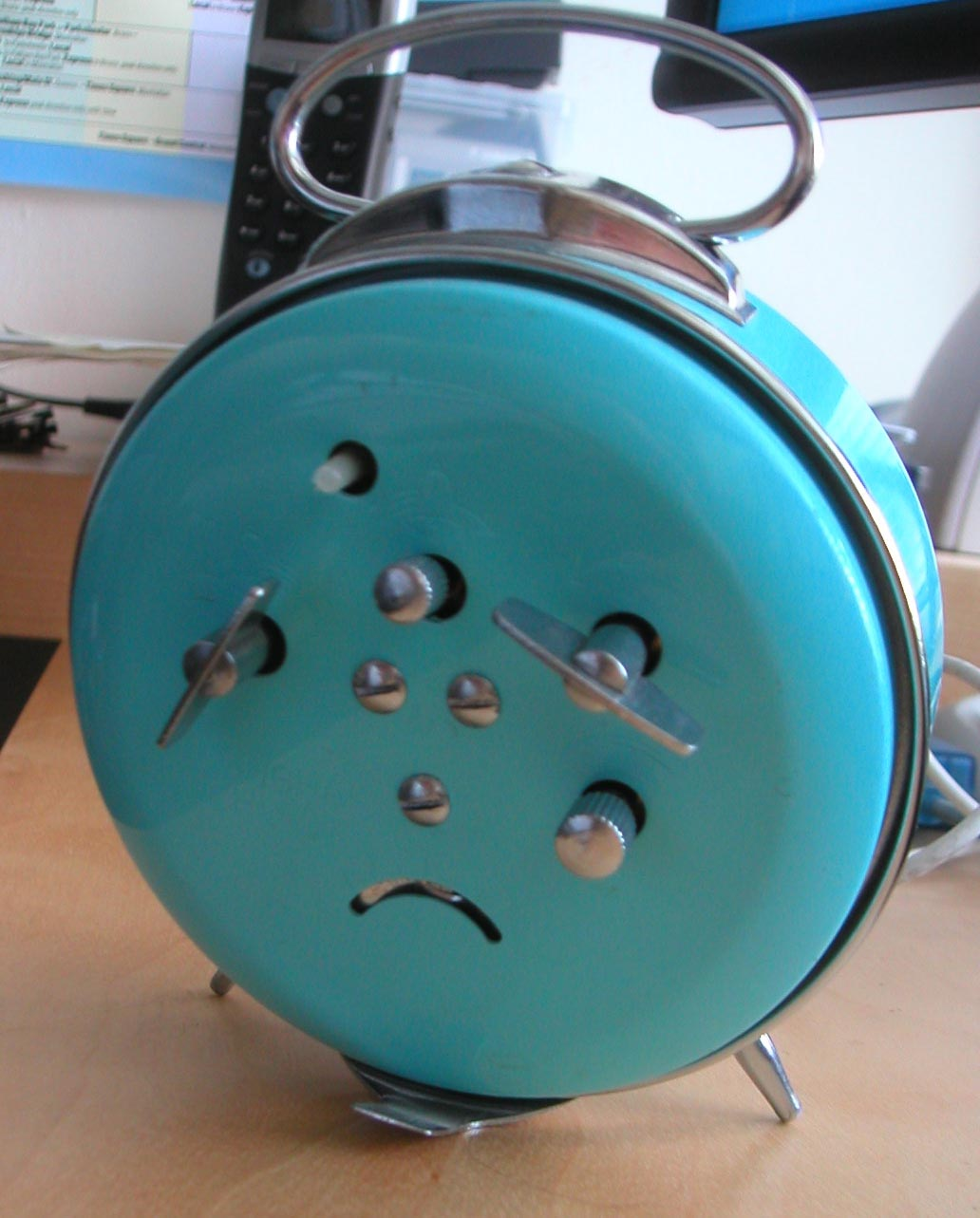
Інший приклад парейдолії: будильник можна сприйняти як сумне обличчя.
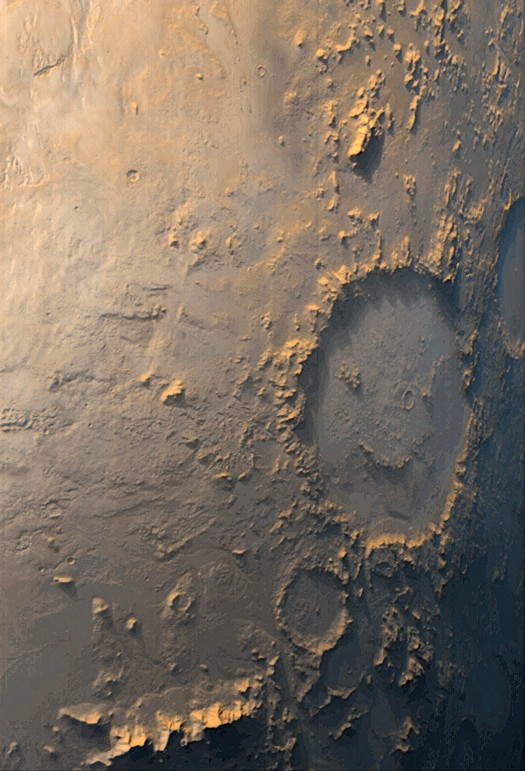
«Смайлик» на Марсі
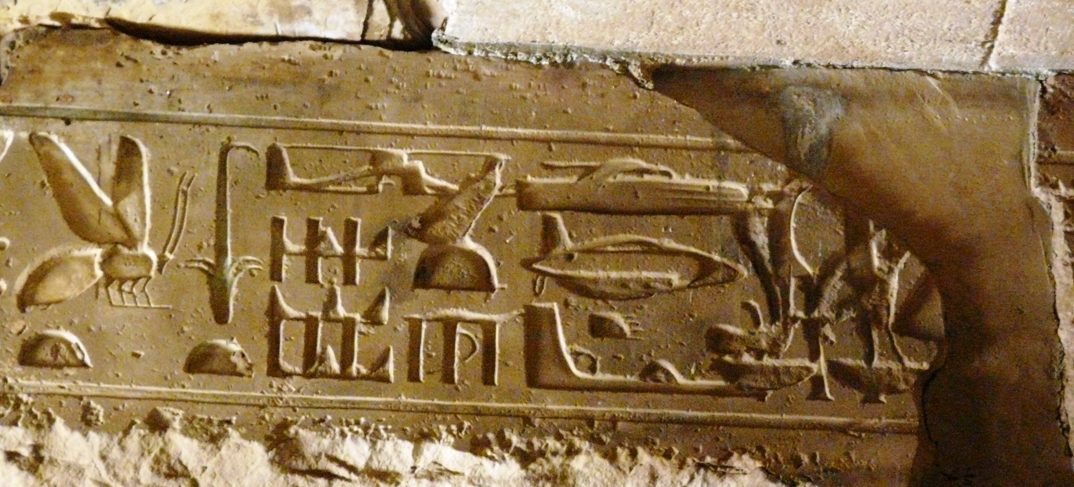
Давньоєгипетські ієрогліфи здаються малюнками сучасної техніки: вертоліт, підводний човен, літак.
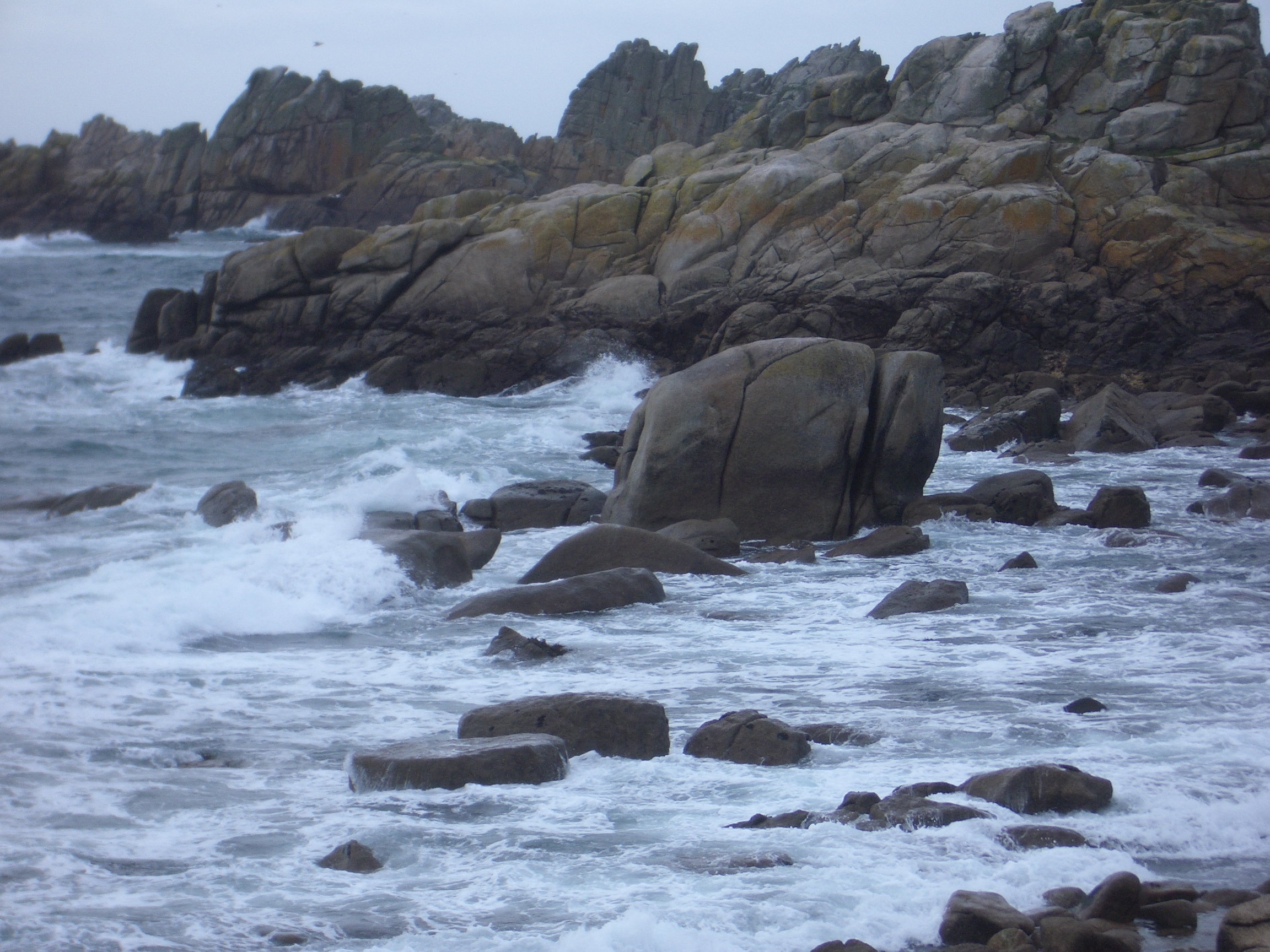
З моря виходить кам'яний слон.
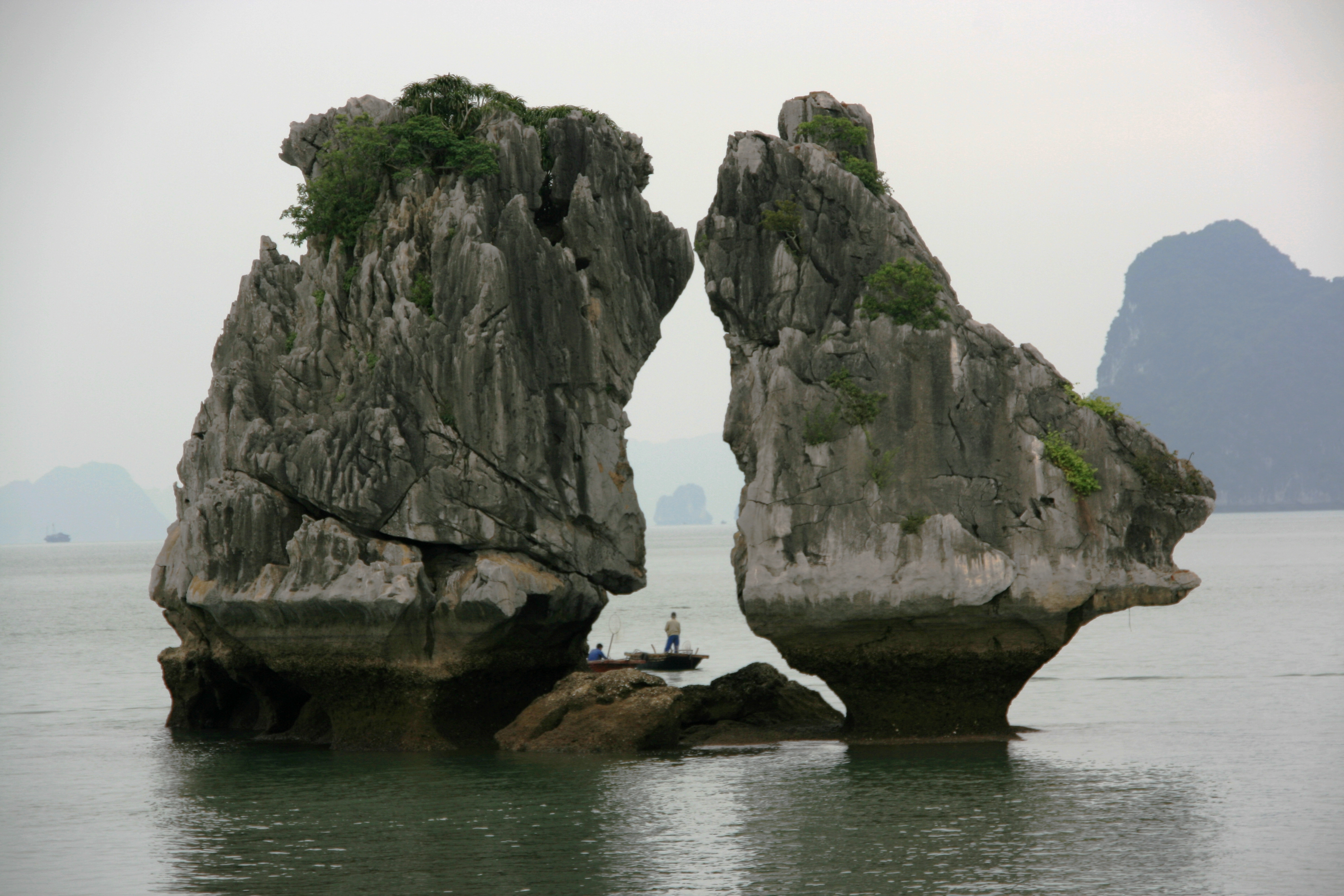
Скелі, що цілуються.
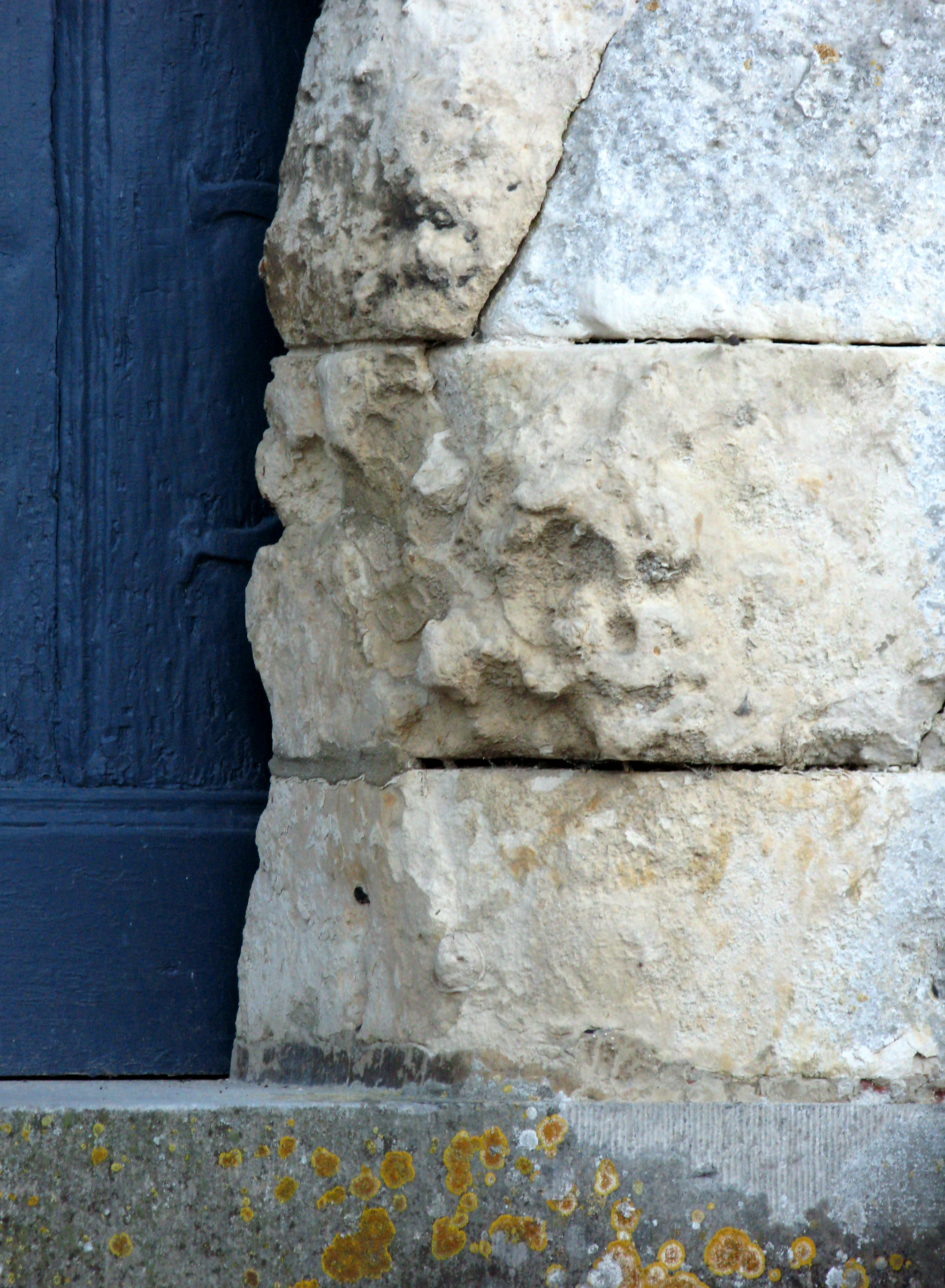
Завдяки ерозії при вході до церкви у Фамешоні (Сомма, Франція) з'явився череп.